# Communauté de communes des Hautes Cévennes
La communauté de communes des Hautes Cévennes est une ancienne communauté de communes française, située dans le département du Gard et la région Occitanie.

## Histoire
Vialas (Lozère) a rejoint l'intercommunalité le 1er janvier 2013.
Vialas quitte l'intercommunalité le 31 décembre 2015 pour rejoindre la communauté de communes des Cévennes au Mont Lozère.
Le schéma départemental de coopération intercommunale 2016-2020 du Gard prévoit la scission au 1er janvier 2017 de la communauté de communes des Hautes Cévennes entre la communauté d'agglomération Alès Agglomération, pour sept d'entre elles, et la communauté de communes Mont-Lozère (communes de Malons-et-Elze et Ponteils-et-Brésis).

## Composition
L'intercommunalité était composé de 9 communes :
| Nom                | Code Insee | Gentilé         | Superficie (km2) | Population (dernière pop. légale) | Densité (hab./km2) |
| ------------------ | ---------- | --------------- | ---------------- | --------------------------------- | ------------------ |
| Génolhac (siège)   | 30130      | Génolhacois     | 17,30            | 854 (2014)                        | 49                 |
| Aujac              | 30022      | Aujaquois       | 16,47            | 182 (2014)                        | 11                 |
| Bonnevaux          | 30044      | Bonnevaliens    | 8,81             | 102 (2014)                        | 12                 |
| Chambon            | 30079      | Chamboniens     | 14,65            | 291 (2014)                        | 20                 |
| Chamborigaud       | 30080      | Chamborigaudois | 17,86            | 820 (2014)                        | 46                 |
| Concoules          | 30090      | Concoulois      | 16,47            | 258 (2014)                        | 16                 |
| Malons-et-Elze     | 30153      | Malonnais       | 31,21            | 121 (2014)                        | 3,9                |
| Ponteils-et-Brésis | 30201      | Ponteillais     | 27,80            | 347 (2014)                        | 12                 |
| Sénéchas           | 30316      | Sénéchassois    | 14,86            | 252 (2014)                        | 17                 |

## Administration
Le dernier président de la communauté de communes est Patrick Deleuze.